# Messor angularis
Messor angularis is een mierensoort uit de onderfamilie Myrmicinae. De wetenschappelijke naam werd gepubliceerd in 1928 door Santschi.